# Reagan Pasternak
Reagan Pasternak (* 8. März 1977 in Toronto, Ontario als Reagan Jae Pasternak) ist eine kanadische Schauspielerin, welche vor allem durch ihre Hauptrollen in den Serien In a Heartbeat und Being Erica – Alles auf Anfang bekannt ist.

## Leben und Karriere
Reagan Pasternak wurde 1977 in Toronto in der kanadischen Provinz Ontario als jüngste von vier Geschwistern geboren. Sie war zunächst Frontsängerin und Tänzerin einer Band, bevor sie zur Schauspielerei gekommen ist.
Ihre ersten Rollen hatte sie als Gastdarsteller in verschiedenen kanadischen Fernsehserie und Filmen, wie in PSI Factor – Es geschieht jeden Tag, Ein Mountie in Chicago, Forever Mine – Eine verhängnisvolle Liebe und in Mission Erde: Sie sind unter uns. Ihre erste Hauptrolle hatte sie in der Disneyserie In a Heartbeat, wo sie von 2000 bis 2001 in 21 Episoden zu sehen war. Es folgten weitere kleinere Auftritte in Serien und Filmen wie Mutant X, Willkommen in Mooseport und CSI: Den Tätern auf der Spur. Im deutschsprachigen Raum ist sie vor allem seit 2011 durch ihre Rolle der Julianne Giacomelli 
in der CBC-Fernsehserie Being Erica – Alles auf Anfang, welche ihre Erstausstrahlung in Kanada bereits 2009 hatte, bekannt geworden.

## Filmografie (Auswahl)
- 1998: PSI Factor – Es geschieht jeden Tag (PSI Factor: Chronicles of the Paranormal, Fernsehserie, Episode 3x09)
- 1998: Ein Mountie in Chicago (Due South, Fernsehserie, Episode 2x07)
- 1999: Hard Time – Unschuldig verurteilt (Milgaard, Fernsehfilm)
- 1999: Forever Mine – Eine verhängnisvolle Liebe (Forever Mine)
- 1999: Mission Erde: Sie sind unter uns (Earth: Final Conflict, Fernsehserie, Episode 3x07)
- 2000: Jailbait – Auf der High School ist die Hölle los (Jailbait, Fernsehfilm)
- 2000–2001: In a Heartbeat (Fernsehserie, 21 Episoden)
- 2001: Mutant X (Fernsehserie, Episode 1x08)
- 2002: Verdict in Blood (Fernsehfilm)
- 2003: Hemingway vs. Callaghan (Fernsehfilm)
- 2004: Willkommen in Mooseport (Welcome to Mooseport)
- 2005: Heirat mit Hindernissen (Confessions of an American Bride)
- 2006: CSI: Den Tätern auf der Spur (CSI: Crime Scene Investigation, Fernsehserie, Episode 6x21)
- 2006: Eine Hochzeit zu Weihnachten (A Christmas Wedding)
- 2007: Savage Planet (Fernsehfilm)
- 2007: Just Buried
- 2008: Will You Merry Me? (Fernsehfilm)
- 2008: The Border (Fernsehserie, Episode 2x04)
- 2009: Before You Say 'I Do' (Fernsehfilm)
- 2009: Unsere kleine Moschee (Little Mosque on the Prairie, Fernsehserie, Episode 3x12)
- 2009–2011: Being Erica – Alles auf Anfang (Being Erica, Fernsehserie, 53 Episoden)
- 2013: Three Night Stand
- 2013: Heartland – Paradies für Pferde (Heartland, Fernsehserie, Episode 6x15)
- 2014: Corner Gas: The Movie
- 2015: Masters of Sex (Fernsehserie, Episode 3x03)
- 2015: Das Leben und Riley (Girl Meets World, Fernsehserie, Episode 1x19)
- 2015: Dark Intentions (Don’t Wake Mommy)
- 2017: Ten Days in the Valley (Fernsehserie, Episode 1x06)
- 2017: iZombie (Fernsehserie, Episode 3x06)
- 2018: Babysitter’s Nightmare (Fernsehfilm, Kill the Babysitter)
- 2018: The Neighborhood Watch
- 2018: Sharp Objects (Fernsehserie, 3 Episoden)
- 2019: Private Eyes (Fernsehserie, Episode 3x04)
- 2019–2023: Good Trouble (Fernsehserie, 3 Episoden)
- 2020: Wynonna Earp (Fernsehserie, Episode 4x04)
- 2021–2024: The Ms. Pat Show (Fernsehserie, 20 Episoden)
- 2023: Little Bird (Fernsehserie, 2 Episoden)

## Auszeichnungen
Reagan Pasternak erhielt zwei Mal eine Nominierung für einen Gemini Award:
- 2003 für ihre Rolle als Zelda Fitzgerald in dem Fernsehfilm Hemmingway vs. Callaghan.[2]
- 2009 für ihre Rolle als Julianne Giacomelli in der Fernsehserie Being Erica – Alles auf Anfang.[3]